# Белый Колодец (Урицкий район)
Белый Колодец — деревня в Урицком районе Орловской области России.
Входит в состав Луначарского сельского поселения.

## География
Расположена на берегу реки Цон. Находится рядом с посёлком Садовый. На противоположном берегу находятся деревни Афанасьевка и Ашихменка.
Имеется одна улица — Степная.

## Население
| 2010 |
| ---- |
| 48   |